# Diadeemmeestimalia
De diadeemmeestimalia (Parayuhina diademata synoniem: Yuhina diademata) is  een zangvogel uit de familie Zosteropidae die voorkomt in het Oriëntaals gebied.

## Kenmerken

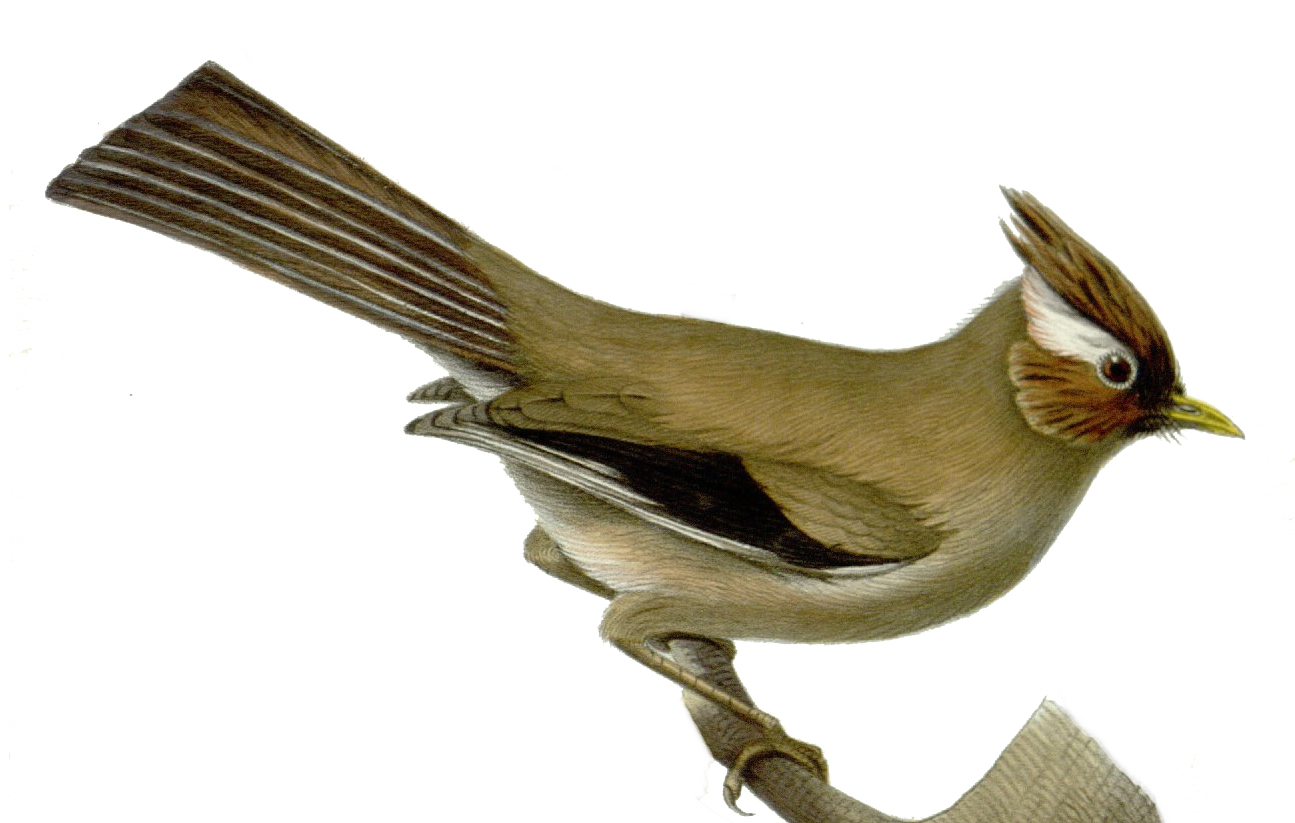
Diadeemmeestimalia

De diadeemmeestimalia is gemiddeld 18 cm lang met een opvallende, grote kuif. Van het oog loopt rondom het achterhoofd een krans van witte veren. De vogel is vanboven grijsbruin en van onder lichter, naar de buik en de onderstaartdekveren toe steeds lichter tot wit.

## Verspreiding en leefgebied
De diadeemmeestimalia komt voor in montane bossen boven de 1500 m boven de zeespiegel in Myanmar, Zuid-China en het noordwesten van Vietnam.
De soort telt twee ondersoorten:
- P. d. ampelina: noordoostelijk Myanmar, zuidelijk China en noordelijk Vietnam.
- P. d. diademata: centraal China.

## Status
De diadeemmeestimalia heeft een ruim verspreidingsgebied en daardoor is de kans op de status kwetsbaar (voor uitsterven) gering. De grootte van de populatie is niet gekwantificeerd. De vogel is echter plaatselijk nog zeer algemeen. Om deze redenen staat deze meestimalia als niet bedreigd op de Rode Lijst van de IUCN.